# Cyanea (Pflanzengattung)
Cyanea ist eine Pflanzengattung aus der Unterfamilie der Lobeliengewächse (Lobelioideae) innerhalb der Familie der Glockenblumengewächse (Campanulaceae). Die etwa 80 Arten sind nur auf den Hawaii-Inseln beheimatet. Ihr Lebensraum sind dichte halbtrockene oder feuchte Wälder.

## Beschreibung

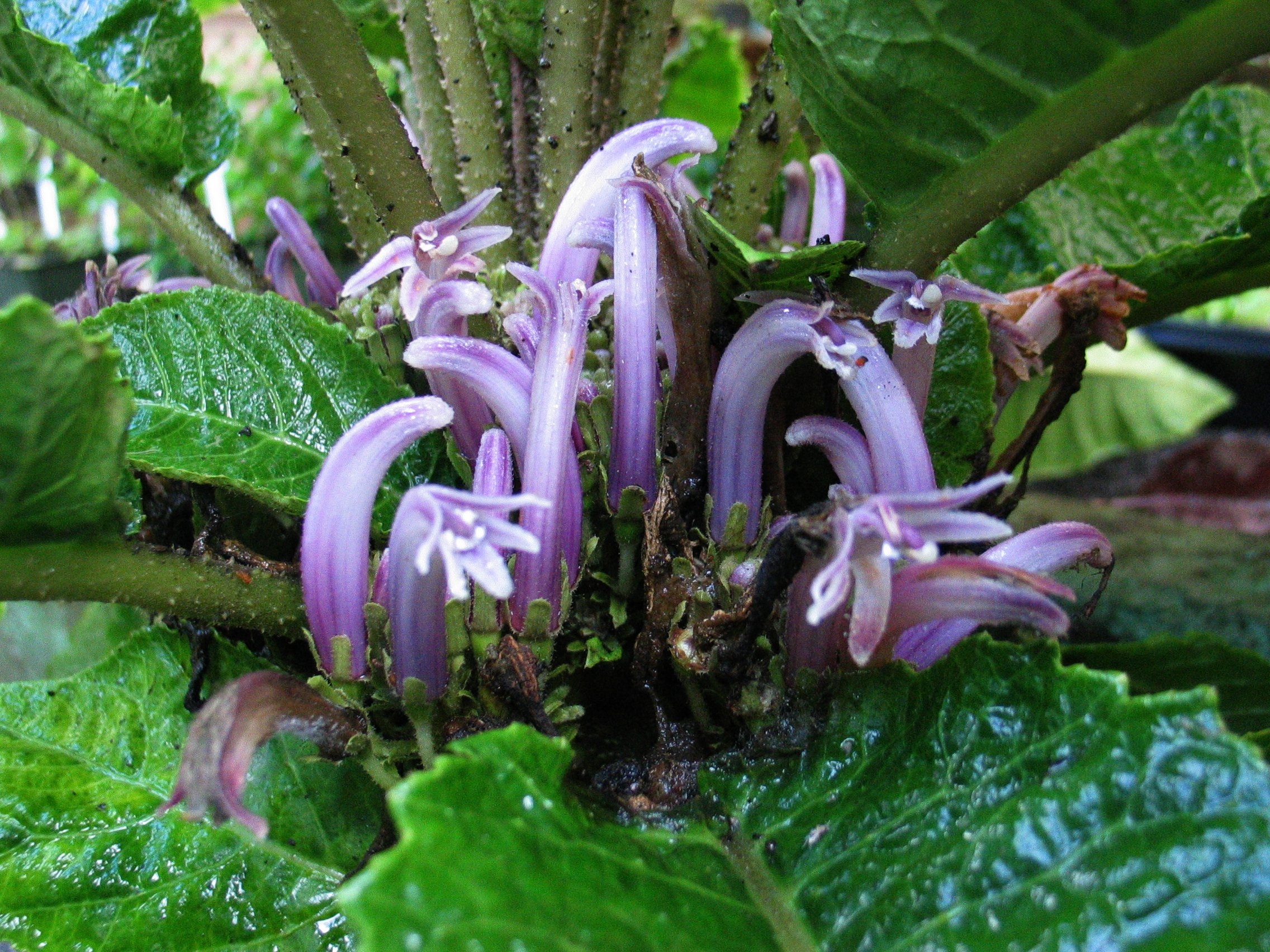
Zygomorphe Blüten von Cyanea truncata

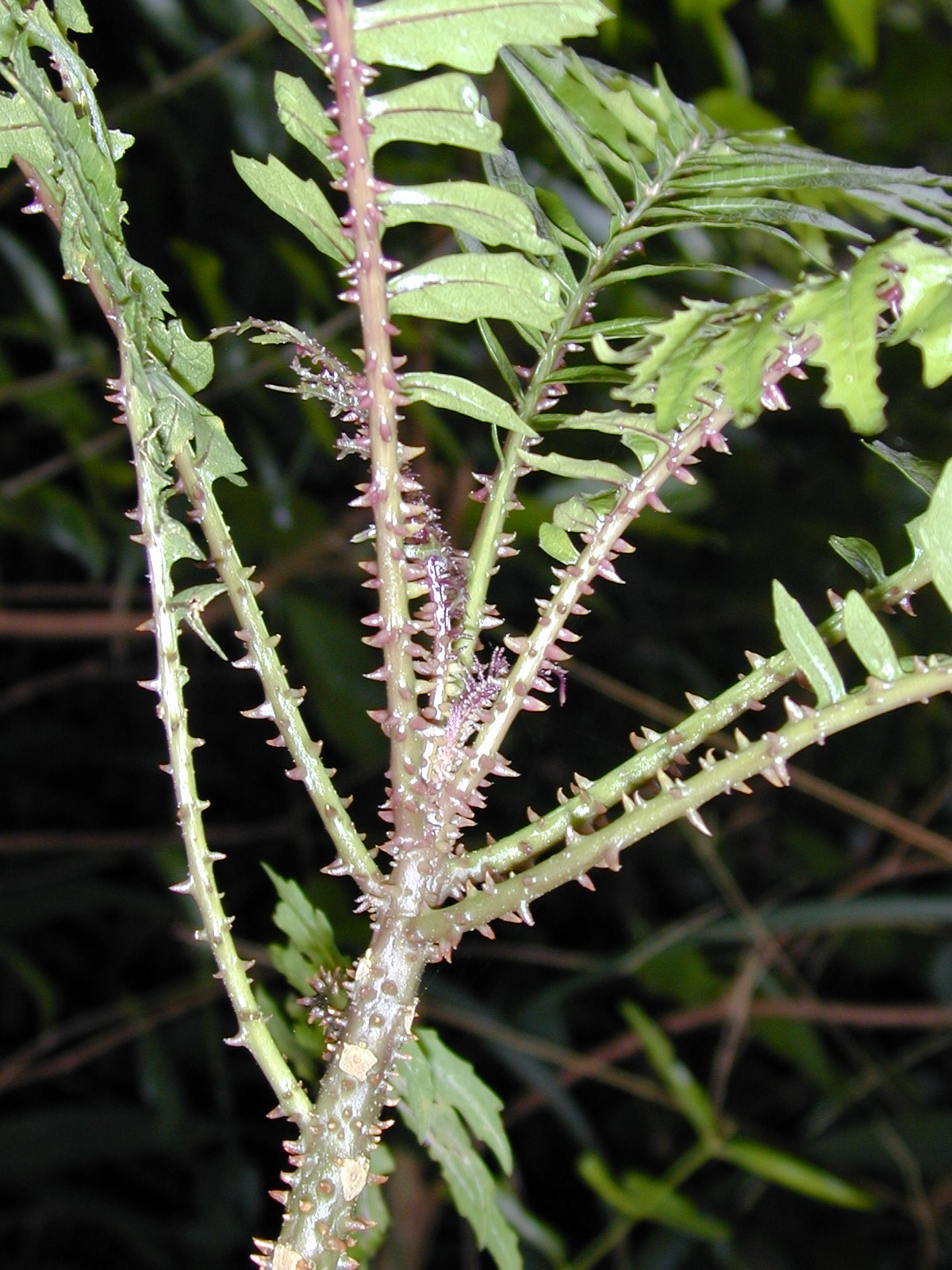
Habitus, dornige Laubblätter und Stamm von Cyanea asplenifolia

Die Gattung Cyanea ist morphologisch vielfältig.

### Vegetative Merkmale
Einige Arten, wie Cyanea stichtophylla, wachsen als Sträucher, während andere Arten, wie Cyanea leptostegia, Bäume sind, die eine Wuchshöhe von bis zu 13 Metern erreichen. Selten wachsen sie als Lianen oder Epiphyten.
Die jungen Cyanea-Pflanzen bilden dornenähnliche Strukturen auf dem Stamm und den Blättern aus, die sie verlieren, wenn sie ausgewachsen sind. Der Zweck dieser Dornen blieb lange rätselhaft. Einige Autoren vermuten, dass sie als Abwehrmechanismus gegen die Moa-Nalos, großer hawaiischer Entenvögel, die vor der Ankunft der Europäer ausstarben, entwickelt wurden.
Die Form der Blattspreiten ist je nach Art sehr unterschiedlich.

### Generative Merkmale
Die zwittrigen Blüten sind zygomorph und fünfzählig mit doppelter Blütenhülle. Die Blütenkrone ist zwei- oder einlippig.
Die Beeren sind bei Reife gelb, orange- oder purpurfarben.
Die Chromosomenzahl beträgt 2n = 28.

## Gefährdung
Cyanea gehört zu den am stärksten von Ausrottung und Gefährdung betroffenen Pflanzengattungen der Hawaii-Inseln. Die IUCN listet zehn Arten und eine Unterart als ausgestorben. 32 weitere Taxa gelten als vom Aussterben bedroht oder gefährdet.
Als Ursachen für die Seltenheit gelten Vegetationszerstörung durch Brände und Überweidung sowie die Verdrängung durch invasive Pflanzenarten.

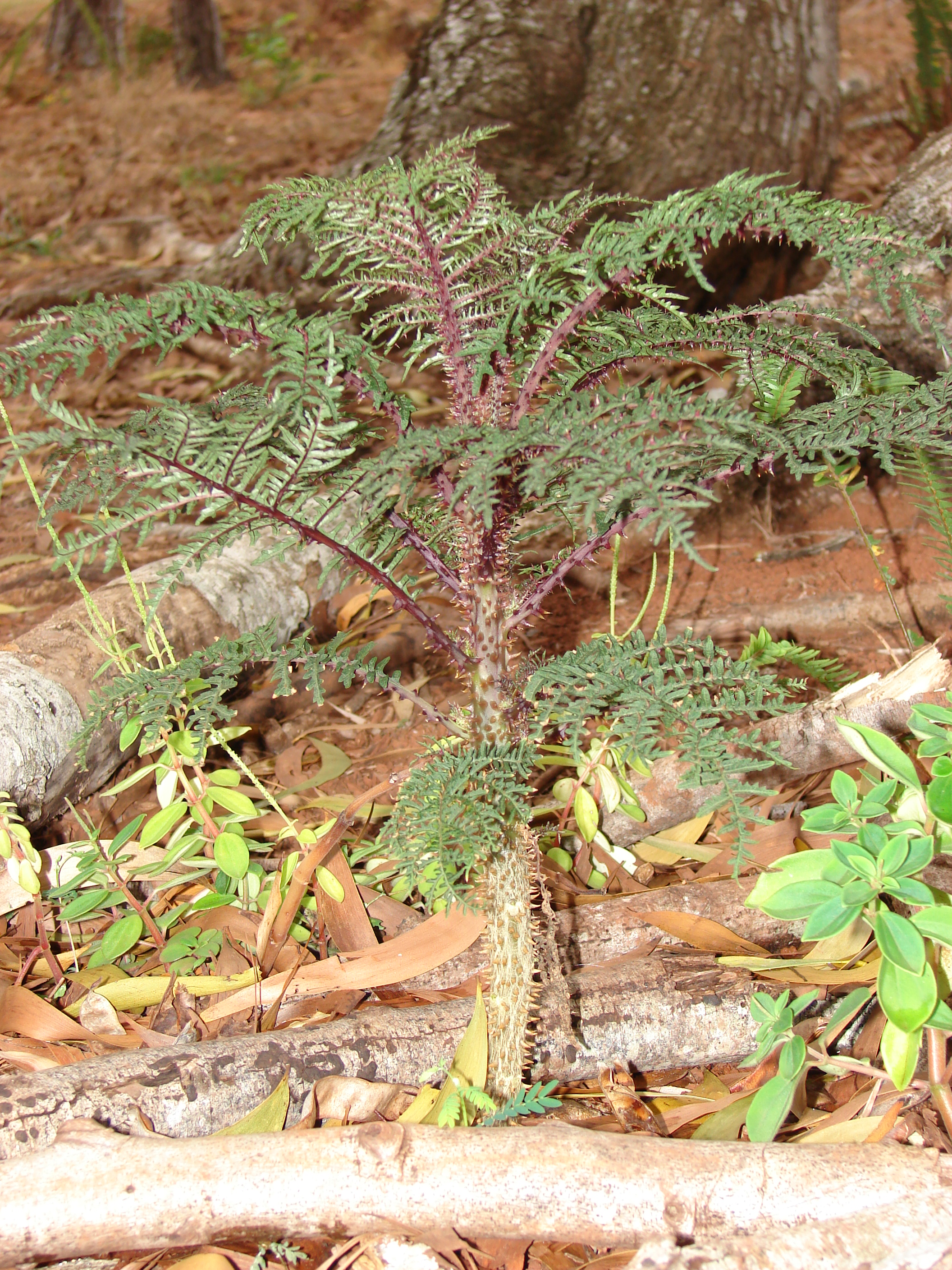
Habitus, dornige Laubblätter und Stamm von Cyanea duvalliorum

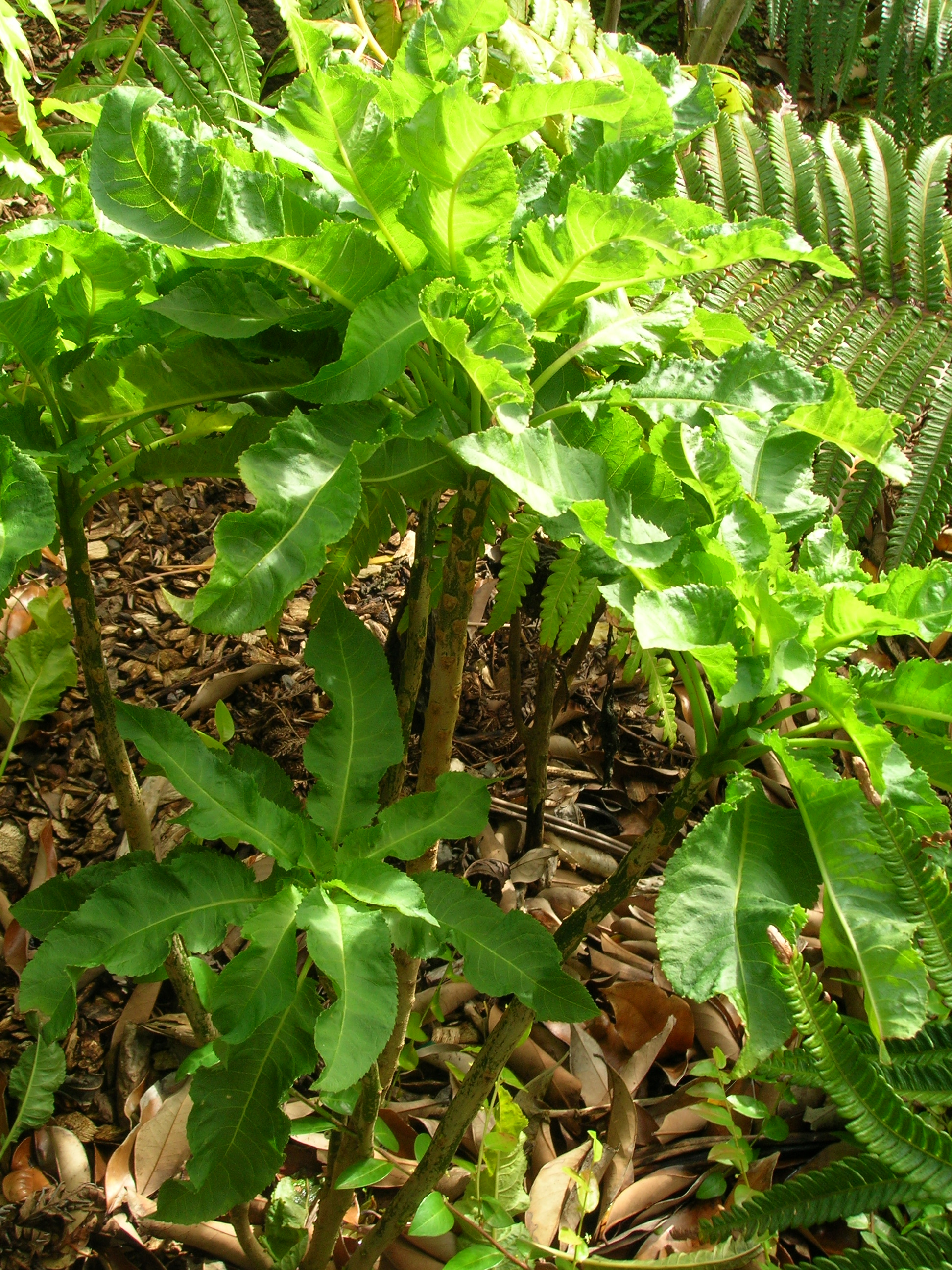
Habitus und Laubblätter von Cyanea elliptica

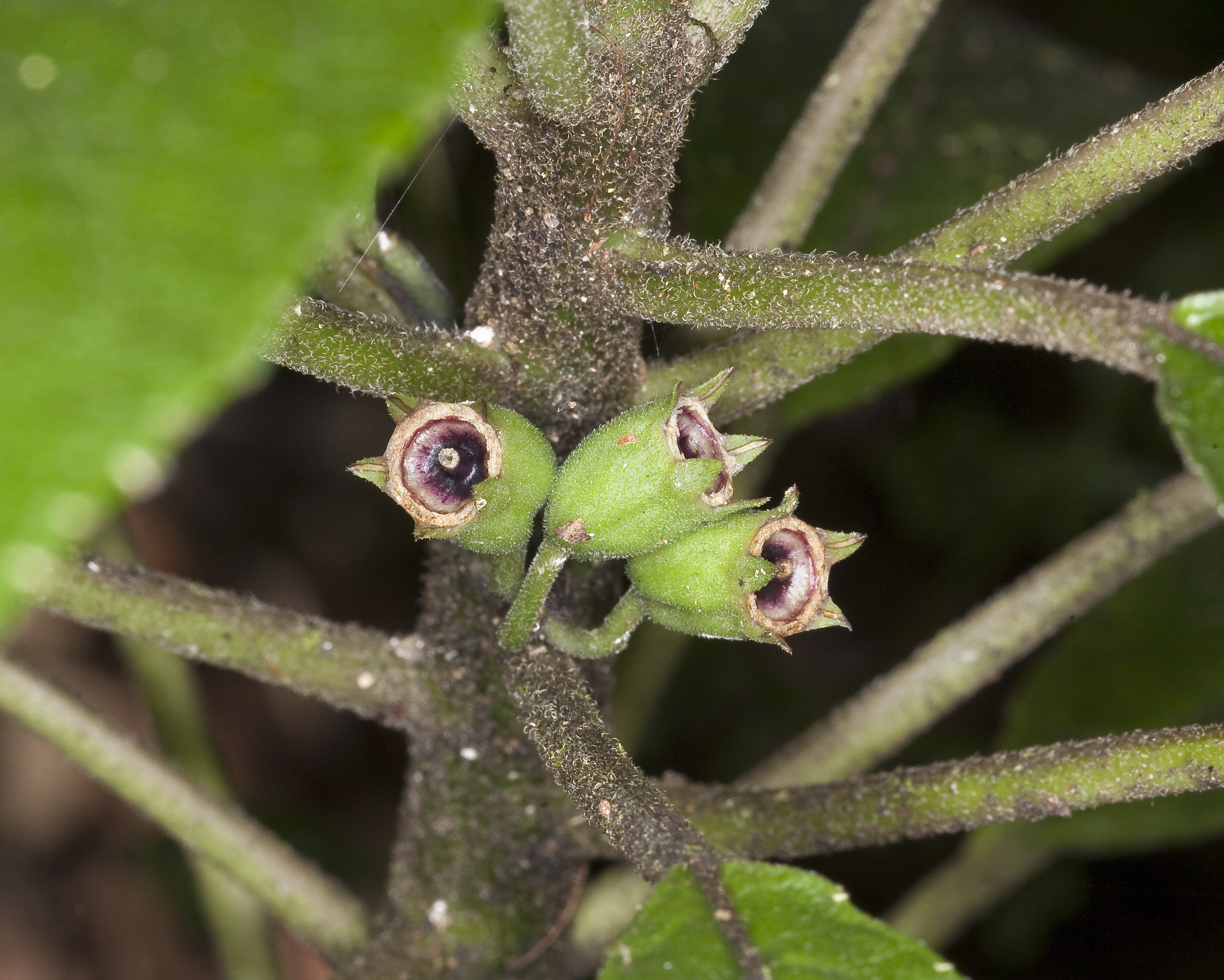
Früchte von Cyanea hirtella

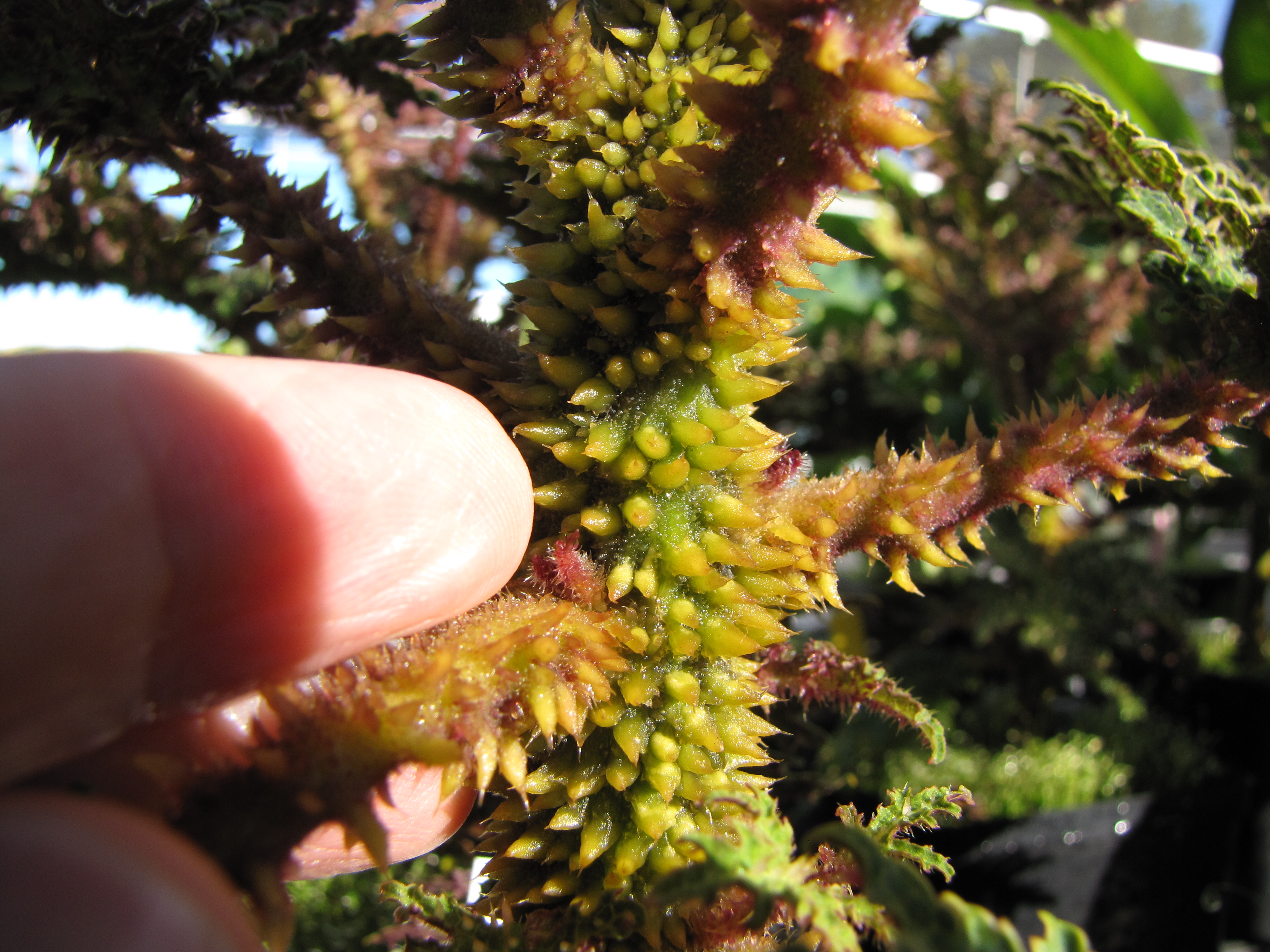
Cyanea horrida

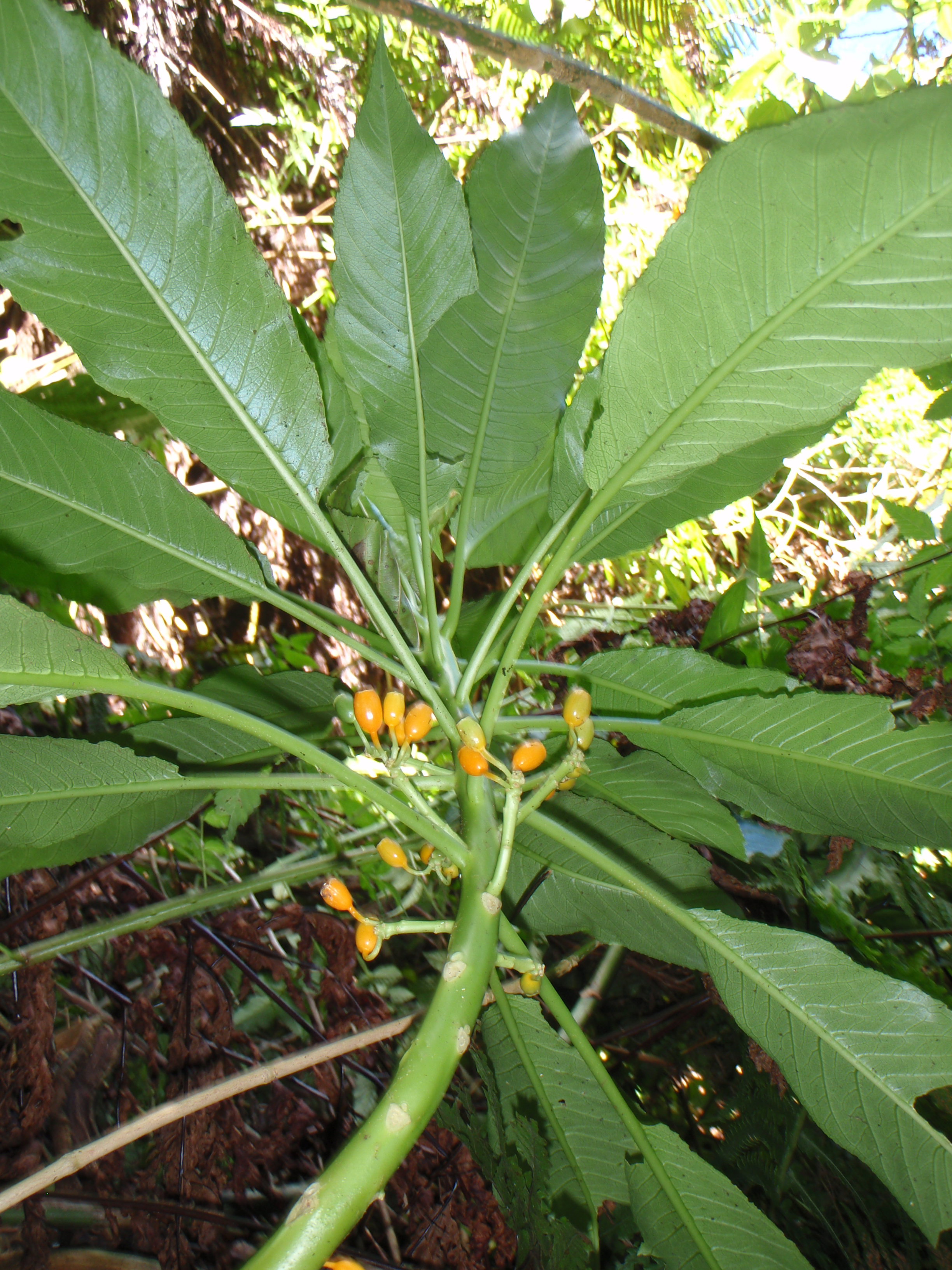
Laubblätter und reife Früchte von Cyanea profuga

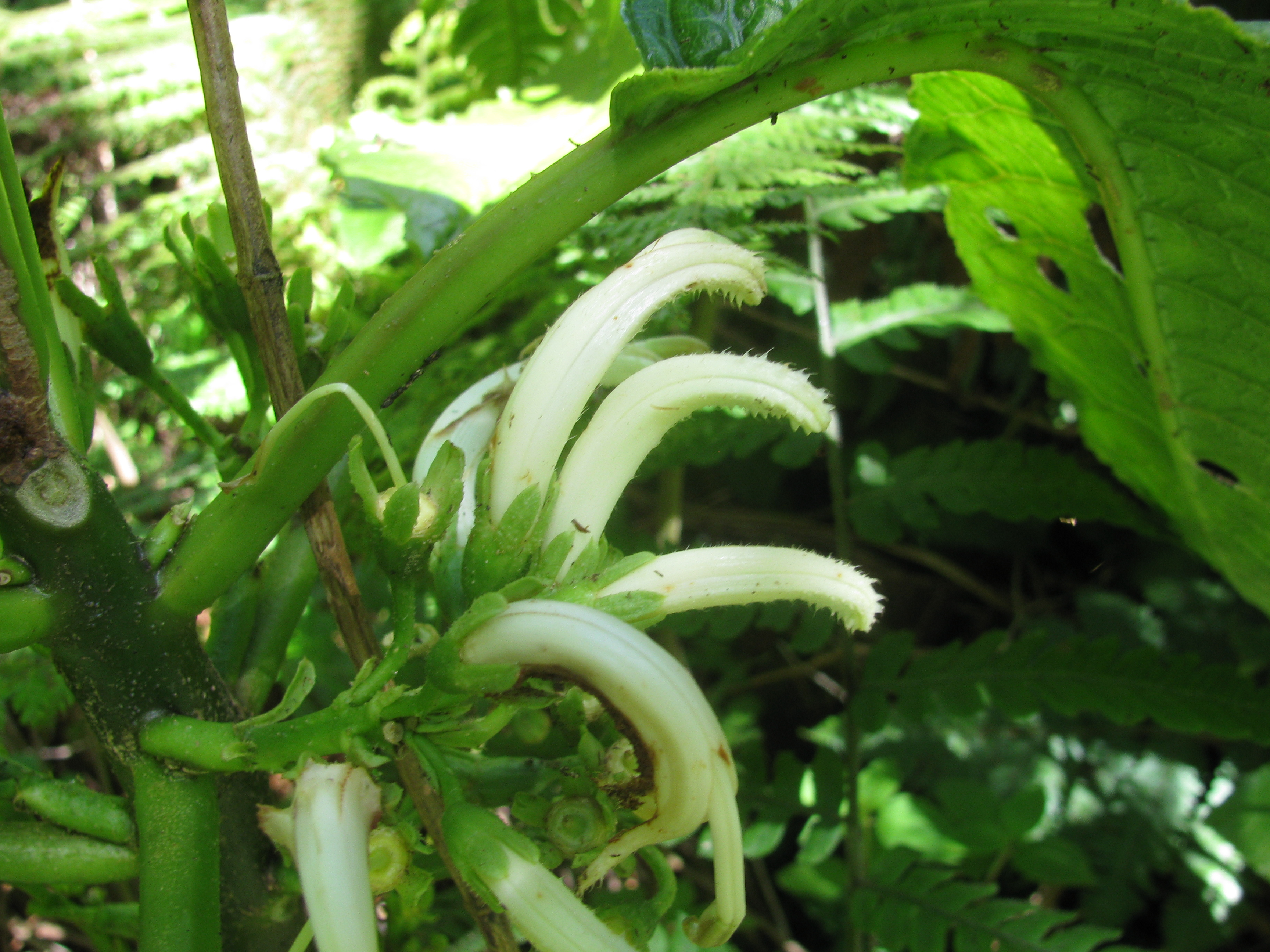
Cyanea scabra mit Blüten

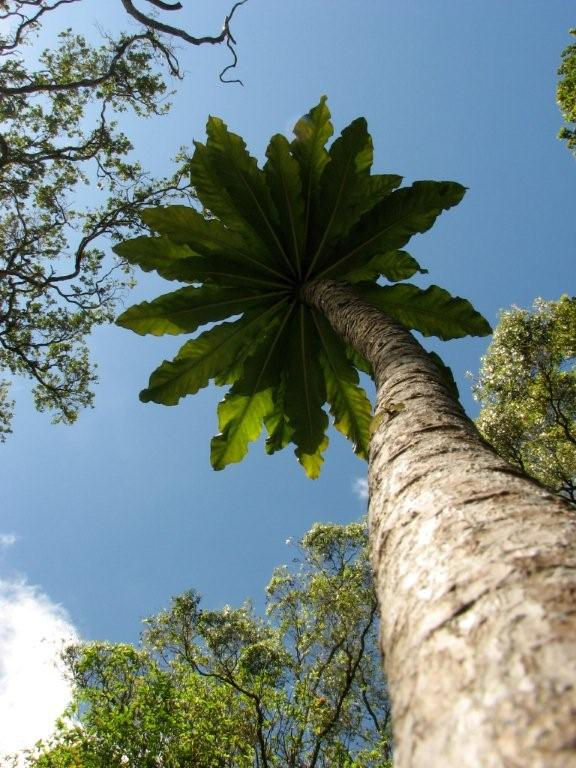
Habitus eines älteren Exemplars von Cyanea superba mit Laubblättern

## Systematik
Die Gattung Cyanea wurde 1829 durch Charles Gaudichaud-Beaupré in Voyage autour du Monde, entrepris par Ordre du Roi, ... éxécuté sur les Corvettes de S. M. ″l'Uranie″ et ″la Physicienne″, pendant les années 1817, 1818, 1819 et 1820 ... Botanique, S. 457 aufgestellt. Typusart ist Cyanea grimesiana Gaudich.
Aufgrund phylogenetischer Untersuchungen, die auf molekularen Daten basieren, gliederte Thomas G. Lammers die Gattung Rollandia Gaudich. in die Gattung Cyanea ein, die dadurch monophyletisch wird. Ein weiteres Synonym für Cyanea Gaudich. ist Kittelia Rchb.
Cyanea gehört zur Unterfamilie Lobelioideae innerhalb der Familie Campanulaceae.
Es sind etwa 80 Cyanea-Arten bekannt; hier mit Angabe der Verbreitung auf den Inseln der Hawaii-Gruppe:
- Cyanea aculeatiflora Rock: Östliches Maui
- Cyanea acuminata (Gaudich.) Hillebr.: Oahu
- Cyanea angustifolia (Cham.) Hillebr.: Oahu, Molokai, Lanai, westliches Maui
- Cyanea arborea Hillebr.: Östliches Maui
- Cyanea asarifolia H.St.John: Nordöstliches Kauai
- Cyanea asplenifolia (H. Mann) Hillebr.: Nordwestliches Maui
- Cyanea calycina (Cham.) Lammers: Oahu
- Cyanea comata Hillebr.: Östliches Maui
- Cyanea copelandii Rock: Mit zwei Unterarten auf Hawaii:
  - Cyanea copelandii subsp. copelandii: Sie ist auf Hawaii das letzte Mal 1957 beobachtet worden.[5]
  - Cyanea copelandii subsp. haleakalaensis (H.St.John) Lammers: Östliches Maui[5]
- Cyanea coriacea (A.Gray) Hillebr. (Syn.: Cyanea fauriei H.Lév.): Kauai
- Cyanea crispa (Gaudich.) Lammers, Givnish & Sytsma: Oahu
- Cyanea cylindrocalyx (Rock) Lammers: Sie kam auf Hawaii vor und ist ausgestorben.[5]
- Cyanea dolichopoda Lammers & Lorence: Kauai
- Cyanea dunbariae Rock: Molokai
- Cyanea duvalliorum Lammers & H.Oppenh.: Östliches Maui. Sie wurde 2004 erstbeschrieben.[5]
- Cyanea eleeleensis (H.St.John) Lammers: Kauai
- Cyanea elliptica (Rock) Lammers: Lanai, Maui
- Cyanea fissa (H.Mann) Hillebr.: Kauai
- Cyanea floribunda E.Wimm.: Hawaii
- Cyanea gibsonii Hillebr.: Lanai
- Cyanea giffardii Rock: Hawaii
- Cyanea glabra (F.Wimmer) H.St. John: Östliches Maui
- Cyanea grimesiana Gaudich.: Es gibt zwei Unterarten:
  - Cyanea grimesiana subsp. grimesiana: Sie kommt auf Oahu und Molokai vor.[5]
  - Cyanea grimesiana subsp. obatae (H.St.John) Lammers: Sie kommt auf Oahu vor.[5]
- Cyanea habenata (H.St.John) Lammers: Nördliches Kauai.
- Cyanea hamatiflora Rock: Es gibt zwei Unterarten:
  - Cyanea hamatiflora subsp. carlsonii (Rock) Lammers: Sie kommt auf Hawaii vor.[5]
  - Cyanea hamatiflora subsp. hamatiflora: Östliches Maui.[5]
- Cyanea hardyi Rock: Südliches Kauai
- Cyanea heluensis Oppenheimer: Westliches Maui.[6]
- Cyanea hirtella (H.Mann) Hillebr. (Syn.: Cyanea degeneriana F.Wimmer): Westliches Kauai.
- Cyanea horrida (Rock) O.Deg. & Hosaka: Östliches Maui.
- Cyanea humboldtiana (Gaudich.) Lammers: Oahu
- Cyanea kahiliensis (H St.John) Lammers: Kauai
- Cyanea kauaulaensis H.Oppenh. & Lorence:. Sie wurde 2012 vom westlichen Maui erstbeschrieben. Dieser Endemit gilt in der Roten Liste der gefährdeten Arten der IUCN als Critically Endangered = „vom Aussterben bedroht“.[7]
- Cyanea kolekoleensis (H.St.John) Lammers: Südliches Kauai
- Cyanea konahuanuiensis Sporck-Koehler, M.Waite, A.M.Williams: Sie wurde 2015 von Oahu erstbeschrieben. Dieser Endemit gedeiht nur im Gipfelbereich des Kōnāhua-nui in den Ko‘olau Bergen. Er gilt in der Roten Liste der gefährdeten Arten der IUCN als Critically Endangered = „vom Aussterben bedroht“.[8]
- Cyanea koolauensis Lammers, Givnish & Sytsma: Oahu
- Cyanea kuhihewa Lammers: Kauai
- Cyanea kunthiana (Gaudich.) Hillebr.: Maui
- Cyanea lanceolata (Gaudich.) Lammers, Givnish & Sytsma: Oahu
- Cyanea leptostegia A.Gray: Westliches Kauai
- Cyanea linearifolia Rock: Sie kam Kauai vor und ist ausgestorben.[5]
- Cyanea lobata H.Mann: Es gibt zwei Unterarten:
  - Cyanea lobata subsp. baldwinii (C.N.Forbes & G.C.Munro) Lammers: Lanai[5]
  - Cyanea lobata subsp. lobata: Nordwestliches Maui[5]
- Cyanea longissima (Rock) H.St.John: Östliches Maui
- Cyanea longiflora (Wawra) Lammers, Givnish & Sytsma: Oahu
- Cyanea macrostegia Hillebr.: Maui
- Cyanea magnicalyx Lammers: Westliches Maui
- Cyanea mannii (Brigham ex H.Mann) Hillebr.: Molokai
- Cyanea maritae Lammers & H.Oppenh.: Östliches Maui
- Cyanea marksii Rock: Hawaii
- Cyanea mauiensis (Rock) Lammers: Maui
- Cyanea mceldowneyi Rock: Östliches Maui
- Cyanea membranacea Rock: Oahu
- Cyanea minutiflora Lammers: Kauai
- Cyanea munroi (Hosaka) Lammers: Lanai, Molokai
- Cyanea obtusa (A.Gray) Hillebr.: Maui
- Cyanea parvifolia  (C.N.Forbes) Lammers, Givnish & Sytsma: Sie kam auf Kauai vor und ist ausgestorben.[5]
- Cyanea pilosa A.Gray: Es gibt zwei Unterarten:
  - Cyanea pilosa subsp. longipedunculata (Rock) Lammers: Hawaii[5]
  - Cyanea pilosa subsp. pilosa: Hawaii[5]
- Cyanea pinnatifida (Cham.) E.Wimm.: Sie kam auf Oahu vor und ist ausgestorben.[5]
- Cyanea platyphylla (A.Gray) Hillebr.: Hawaii
- Cyanea pohaku Lammers: Östliches Maui
- Cyanea procera Hillebr.: Östliches Molokai
- Cyanea profuga C.N.Forbes: Östliches Molokai
- Cyanea pseudofauriei Lammers: Kauai
- Cyanea purpurellifolia (Rock) Lammers, Givnish & Sytsma: Oahu
- Cyanea pycnocarpa (Hillebr.) E.Wimm.: Hawaii
- Cyanea quercifolia (Hillebr.) E.Wimm.: Sie kam im östliches Maui vor und ist ausgestorben.[5]
- Cyanea recta (Wawra) Hillebr.: Sie kam im nordöstliches Kauai vor und ist ausgestorben.[5]
- Cyanea remyi Rock: Kauai
- Cyanea rivularis Rock: Kauai
- Cyanea salicina H.Lév.: Kauai
- Cyanea scabra Hillebr.: Westliches Maui
- Cyanea sessilifolia (O.Deg.) Lammers: Oahu
- Cyanea shipmanii Rock: Hawaii
- Cyanea solanacea Hillebr.: Molokai
- Cyanea solenocalyx Hillebr.: Östliches Molokai
- Cyanea spathulata (Hillebr.) A.Heller: Westliches Kauai
- Cyanea st-johnii (Hosaka) Lammers, Givnish & Sytsma: Oahu
- Cyanea stictophylla Rock: Hawaii
- Cyanea superba (Cham.) A.Gray: Die zwei Unterarten kommen beide nur auf Oahu vor:[5]
  - Cyanea superba subsp. regina (Wawra) Lammers
  - Cyanea superba (Cham.) A.Gray subsp. superba
- Cyanea tritomantha A.Gray: Hawaii
- Cyanea truncata (Rock) Rock: Sie kam auf Oahu vor und ist ausgestorben.[5]
- Cyanea undulata C.N.Forbes: Kauai

## Ergänzende Literatur
- Thomas J. Givnish, K. C. Millam, T. T. Theim, A. R. Mast, T. B. Patterson, A. L. Hipp, J. M. Henss, J. F. Smith, K. R. Wood, Kenneth J. Sytsma: Origin, adaptive radiation, and diversification of the Hawaiian lobeliads (Asterales: Campanulaceae). In: Proceedings of the Royal Society of London, Series B 276, 2008, S. 407–416. doi:10.1098/rspb.2008.1204
- Thomas G. Lammers: Five new species of the endemic Hawaiian genus Cyanea (Campanulaceae: Lobelioideae). In: Novon, Volume  14, 2004, S. 84–101.
- Craig C. Buss, Thomas G. Lammers, Robert R. Wise: Seed coat morphology and its systematic implications in Cyanea and other genera of Lobelioideae (Campanulaceae), In: American Journal of Botany, Volume 88, 2001, S. 1301–1308. Volltext online.
- Thomas J. Givnish, Kenneth J. Sytsma, T. B. Patterson, J. R. Hapeman: Comparison of patterns of geographic speciation and adaptive radiation in Cyanea and Clermontia (Campanulaceae) based on a cladistic analysis of DNA sequence and restriction-site data. In: American Journal of Botany, Volume 83, 6, Supplement, 1996, S. 159.
- Thomas J. Givnish, Kenneth J. Sytsma, J. F. Smith, W. J. Hahn: Molecular evolution, adaptive radiation, and geographic speciation in Cyanea (Campanulaceae, Lobelioideae). In: W. L. Wagner, V. A. Funk (Hrsg.): Hawaiian biogeography: evolution on a hot spot archipelago, S. 288–337. Smithsonian Institution Press, Washington, D.C., USA, 1995.